# Коллиер, Рейчел Ки
Ре́йчел Ки Ко́ллиер (англ. Rachel K Collier) — валлийская певица из Суонси. Окончила Royal Welsh College of Music & Drama в 2010 году и перебралась в Лондон, чтобы начать свою музыкальную карьеру. Наиболее известными песнями певицы являются «Hard Road to Travel» и «Boom Boom (Heartbeat)».

## Музыкальная карьера

### 2012: Hard Road to Travel
В мае 2012 года Рейчел выпустила свой дебютный сингл «Hard Road to Travel», кавер-версию песни, записанной ещё Джимми Клиффом в 1967 году. Песня достигла 79 места в UK Singles Chart после того как прозвкучала в рекламе компании QualitySolicitors. В июле того же года она выпустила сингл «2 Us», записанный совместно с Wookie.

### 2013 — настоящее: Boom Boom (Heartbeat) и прорыв
В августе 2013 года Рейчел появилась в качестве гостя на сингле Рея Фокса «Boom Boom (Heartbeat)». Песня достигла 12 места в UK Singles Chart, 2 места в UK Dance Chart и 13 в Scottish Singles Chart. Данная песня также была удостоена премией Urban Music Awards 2013 в номинации «Лучшее сотрудничество».
В ноябре 2013 года певица совместно с Mat Zo записала песню «Only For You», второй трек альбома «Damage Control». Рейчел выступила автором текста песни и исполнила вокальные партии.
В то же время на радиошоу Сары Джейн Кроуфорд 'Smash' на BBC Radio 1Xtra состоялась премьера полноценного сольного сингла певицы «Predictions». Он был выпущен на носителях 13 января 2014 года на лейбле Strictly Rhythm.

## Дискография

### Синглы

#### В качестве ведущего артиста
| Год  | Название              | Высшая позиция в чартах |
| Год  | Название              | UK                      |
| ---- | --------------------- | ----------------------- |
| 2012 | «Hard Road to Travel» | 79                      |
| 2014 | «Predictions»         | —                       |
| 2016 | «Ships»               | —                       |
| 2017 | «Paper Tiger»         | —                       |
| 2017 | «Rust»                | —                       |
| 2018 | «Darkshade»           | —                       |
| 2018 | «Poison»              | —                       |
| 2019 | «Dinosaur»            | —                       |

#### В качестве приглашённого исполнителя
| 2012                                                         | «Why Does Anyone Ever Do Anything?» (совместно с Lung)       | -  | - | —  | Неальбомный сингл |
| 2012                                                         | «2 Us» (совместно с Wookie)                                  | -  | - | —  | Неальбомный сингл |
| 2013                                                         | «Boom Boom (Heartbeat)» (совместно с Реем Фоксом)            | 12 | 2 | 13 | Неальбомный сингл |
| 2013                                                         | «Only For You (feat. Rachel K Collier)» (совместно с Mat Zo) | -  | - | —  | «Damage Control»  |
| «—» означает, что сингл не попал в чарты или не был выпущен. |                                                              |    |   |    |                   |

## Награды
- Urban Music Awards[англ.] в номинации «Лучшее сотрудничество», вместе с Реем Фоксом[англ.]